# Pachyneuropsis
Pachyneuropsis là một chi rêu trong họ Pottiaceae.